# بيرت هادلي
بيرت هادلي (بالإنجليزية: Bert Hadley)‏ هو ممثل أمريكي، ولد في 12 أبريل 1882 في والا والا في الولايات المتحدة، وتوفي في 30 ديسمبر 1968 في لوس أنجلوس في الولايات المتحدة.

## وصلات خارجية
- بيرت هادلي على موقع IMDb (الإنجليزية)